# Carl Fredrik Eneskjöld
Carl Fredrik Eneskjöld, född 21 juli 1738 och död den 4 augusti 1813, var en svensk adelsman och konteramiral.

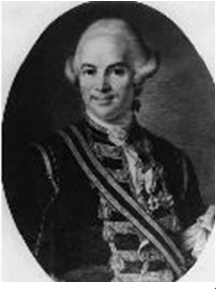
Carl Fredrik Eneskjöld

## Biografi
Carl Fredrik Eneskjöld började sin karriär som kadett vid konung Adolf Fredriks kadettkår 1752. Han blev löjtnant vid Amiralitetet 1756, kaptenlöjtnant 1766, amiralitetskapten 1767, sjöartillerilöjtnant 1769, och överstelöjtnant 1771. Han blev riddare av svärdsorden (RSO) 1772, major vid 2:a volontärregementet 1774, överste vid Amiralitetet 1788, och slutligen konteramiral 1793. Vid sjöslaget vid Hogland (1788) förde han befäl över örlogsskeppet Enigheten. Eneskjöld var riddare från Karlskrona och kom från den adliga ätten Eneskjöld nr 585.
Efter den stora branden i Karlskrona 1790 flyttade han med sitt hushåll till Listerby i Blekinge. Han var den första kända ägaren till Thorsagården, Listerby 8. Amiralen var ogift men år 1803 födde jungfru Hilma Rothers i Listerby en son som fick namnet Carl Fredrik och som Eneskjöld senare erkände sig vara far till. Han upprättade 1812 fideikommisstestamente till sin oäkta son Carl Fredrik Sköld av sin fasta och lösa egendom, som ifall sonen dog istället skulle tillfalla stiftarens brorssöner.

## Utmärkelser[2]
- Riddare av Svärdsorden – 28 maj 1772